# 葡萄牙開局
葡萄牙開局(Portuguese Opening)是國際象棋開局的一種，走法為：
1.e4 e5 2. Bb5

## 外部連結
- 227 Games at Chess.com